# RJS Habaysienne
Royale Jeunesse Sportive Habaysienne is een Belgische voetbalclub uit Habay-la-Vieille. De club is bij de KBVB aangesloten met stamnummer 6556 en heeft groen en zwart als kleuren. De club speelde bijna heel haar bestaan in de provinciale reeksen.

## Geschiedenis
De club werd opgericht in Habay-la-Vieille in mei 1962 en ging van start in de provinciale reeksen, waar men de volgende decennia bleef spelen.
Habaysienne maakte een opgang in het eerste decennium van de 21ste eeuw. De club speelde al verschillende seizoenen in Tweede Provinciale, tot men er in 2007 kampioen werd en zo promoveerde naar Eerste Provinciale. Ook op het hoogste provinciale niveau bleef het goed gaan en men haalde er in het eerste seizoen al meteen een derde plaats. Het tweede seizoen deed de ploeg het nog beter, met een tweede plaats, op amper één punt van kampioen US Givry. De eindronde werd echter geen succes. In het derde seizoen in Eerste Provinciale pakte de club uiteindelijk de titel. Habaysienne promoveerde zo in 2010 voor het eerst in zijn geschiedenis naar de nationale Vierde Klasse.
Het verblijf in Vierde Klasse duurde, tot men in 2012 weer degradeerde. Bij haar 50-jarig bestaan in 2012 werd de club koninklijk en werd de naam RJS Habaysienne.

## Bekende spelers
- Patrick Samba